# Patrick Rothfuss
Patrick James Rothfuss (Madison, 6 de junio de 1973) es un escritor estadounidense de fantasía y profesor adjunto de literatura y filología inglesa de la Universidad de Wisconsin. Es el autor de la serie Crónica del asesino de reyes, que fue rechazada por varias editoriales antes de que el primer libro de la serie El nombre del viento fuese publicado en el año 2007. Obtuvo muy buenas críticas y se convirtió en un éxito de ventas.

## Biografía
Patrick Rothfuss nació en Madison (Wisconsin) y se convirtió en un asiduo lector en parte debido al mal tiempo y a la falta de televisión por cable. Se matriculó en la Universidad de Wisconsin-Stevens Point en 1991. En la universidad originalmente pensaba estudiar ingeniería química, pero cambió de opinión al encontrarla poco afín para sí, y pasó los siguientes semestres estudiando cualquier asignatura que le interesara. Tras nueve años en la universidad, invirtió sus esfuerzos en graduarse y terminó con un título de filología inglesa.
Durante esta época se dedicó a trabajar en diversos y extraños trabajos, y al mismo tiempo se dedicó a trabajar en una novela de fantasía extremadamente larga llamada The Song of Flame and Thunder. También comenzó a escribir la "Guía de supervivencia en la universidad" en una columna de The Pointer, el periódico del campus.
Después realizó un máster en la Universidad Estatal de Washington, y regresó dos años después para dar clases en Stevens Point.

## Trayectoria
Tras completar The Song of Flame and Thunder, Rothfuss la envió a varias editoriales, pero fue rechazada. En el año 2002 ganó la competición Escritores del futuro con The Road to Levinshir, un extracto de su novela. Tras esto, Rothfuss vendió la novela a DAW Books. The Song of Flame and Thunder fue dividida en una serie de tres tomos titulada Crónica del asesino de reyes, con el primer tomo El nombre del viento, publicado en abril del año 2007. La novela ganó ese año el Premio Quill a la mejor novela de fantasía/ciencia ficción, apareció en la lista de superventas del New York Times y Amazon la seleccionó entre sus diez «joyas ocultas» de 2007.
El segundo libro de la trilogía, El temor de un hombre sabio, la continuación de El nombre del viento, se publicó en marzo de 2011 en el mundo anglosajón. Debutó la primera semana de su lanzamiento en el n.º 1 de The New York Times y en el n.º 2 de The Times, y fue libro recomendado del mes en Amazon, donde era uno de los títulos más vendidos desde un mes antes de su publicación.
Se cree que está inmerso en revisar la tercera entrega, provisionalmente titulada The Doors of Stone (Las puertas de piedra), a pesar de que su editora, Betsy Wollheim dijo, en julio de 2020, que "no había visto una sola palabra del tercer libro". Además dijo que creía que Rothfuss no había escrito nada desde 2014.
En diciembre de 2021 dijo en sus redes sociales que compartiría un capítulo de las puertas de piedra si conseguía $333,333 para su fundación de caridad. Cuando se llegó a ese objetivo inicial, anunció un objetivo más difícil que daría lugar a que ese capítulo fuera leído por un elenco de actores de doblaje, y cuando se cumplió ese objetivo declaró que se publicaría a más tardar en febrero de 2022, pero no se ha publicado nada a julio de 2025.
En noviembre de 2023 (traducido y editado al español en febrero de 2024) publica El estrecho sendero entre deseos, una obra corta sobre uno de los personajes de su trilogía del Asesino de Reyes.

### ONG
Por otra parte, Patrick lleva a cabo una campaña llamada Worldbuilders, que consiste en recaudar fondos destinados a la ONG Heifer International, dedicada a intentar acabar con el hambre y la pobreza en el mundo. A mediados de 2008, decidió organizar un concurso de fotografía en su blog y en su página de Facebook. Lo que en principio estaba pensado para dar algún premio a los lectores acabó haciéndose enorme, con casi mil fotos y cientos de participantes esperando los resultados, de modo que a la hora de plantearse organizar un nuevo concurso, decidió que los premios irían a una buena causa. Así nació su iniciativa Worldbuilders (constructores de mundos), campaña que desde entonces ha vuelto a poner en práctica a finales de cada año.

### Pódcast
En agosto de 2012, Rothfuss comenzó un pódcast mensual sobre literatura fantástica llamado The Story Board, con autores como Terry Brooks y Brandon Sanderson que duró ocho episodios.
En junio de 2015, junto con Max Temkin lanzaron el pódcast, Unattended Consequences, el cual llamaron Untitled Patrick Rothfuss.

### Juegos de rol
- En agosto de 2013, Rothfuss fue invitado a la serie web TableTop (temporada 2, episodio 10), para jugar al Lords of Waterdeep, el cual ganó.[16]

- En 2014, en colaboración con James Ernest, crearon un juego abstracto de estrategia llamando Tak basado en su libro El temor de un hombre sabio.[17]

- También, entre 2015 y 2016, colaboró en varios episodios del webcómic Penny Arcade.[18][19]

- En 2016 ayudó a diseñar la historia del videojuego de rol Torment: Tides of Numenera (2017).[20]

## Obras

### TrilogíaCrónica del Asesino de Reyes
- El nombre del viento (The Name of the Wind, 2007), trad. de Gemma Rovira Ortega, publicada por ed. Plaza & Janés en 2009.
- El temor de un hombre sabio (The Wise Man's Fear, 2011), trad. de Gemma Rovira Ortega, publicada ed. Plaza & Janés en 2011.
- Las puertas de piedra (The Doors of Stone, título no definitivo, por publicarse).

Relacionadas
- El camino a Levinshir (The Road to Levinshir, julio de 2008, Subterranean Press: Tales of Dark Fantasy). Extracto de un capítulo de El temor de un hombre sabio.[21] Ganador del premio Writers of the Future en el año 2002. ISBN 978-1596061835
  - También publicado en Epic: Legends of Fantasy Anthology, octubre de 2012. ISBN 978-1-61696-084-1
- How Old Holly Came To Be Historia corta. (julio de 2013). ISBN 978-0-9847136-3-9
- El árbol del relámpago (The Lightning Tree). Un relato largo centrado en Bast. Se publicó en inglés en junio de 2014. ISBN 978-0345537263
- La música del silencio (The Slow Regard of Silent Things, 2014) es una novela corta protagonizada por Auri. No se trata de una continuación de Crónica del asesino de reyes, simplemente una historia paralela que no continúa tras el final de El temor de un hombre sabio. ISBN 978-0-7564-1043-8
- El estrecho sendero entre deseos (The Narrow Road Between Desires, noviembre de 2023). Una novela protagonizada por Bast. ISBN 978-8401032974

### Otras
- Las aventuras de la princesa y el señor Fu, I (The Adventures of the Princess and Mr. Whiffle Part I: The Thing Beneath the Bed, 2010). Es una parodia de terror del estilo de los cuentos de hadas de los hermanos Grimm, protagonizada por una princesa sin nombre, su osito de peluche (llamado el señor Whiffle) y un monstruo misterioso que vive bajo su cama. La historia tiene tres partes, con tres finales, cada uno de ellos más aterrador que el anterior, para enfatizar que no se trata de una historia para niños; algunas ediciones del libro llevan un marcado plateado en el que aparece la cara del señor Fu rodeada por la advertencia Esta mierda no es para niños. De verdad. El libro está ilustrado por Nate Taylor.
- Las aventuras de la princesa y el señor Fu, II (The Adventures of the Princess and Mr. Whiffle Part II: The Dark of Deep Below, 2013).
- Your Annotated, Illustrated College Survival Guide (Cornerstone Press, 2005). Recoge las columnas que escribía Patrick Rothfuss a partir de 1998 en el periódico del campus de su universidad, The Pointer. Estas columnas daban consejos humorísticos sobre la vida universitaria. Tienen notas a pie de páginas, anotaciones e ilustraciones especiales para el libro.[22]
- Rick and Morty vs. Dungeons & Dragons (junto con Jim Zubkavich, 4 números entre agosto de 2018 y enero de 2019).

## Premios
- Writers of the Future (2002)[3]
- Premio Quill (2007) - Science fiction/fantasy/horror[4]
- Best Books of the Year (2007) - Publishers Weekly - Science Fiction/Fantasy/Horror[23]
- Best Book of 2007 - FantasyLiterature.net[24]
- NPR Top 100 Science-Fiction, Fantasy Books (2011)[25]
- David Gemmell Legend Award (2012)[26][27]
- Ranked 3rd in "Best 21st Century Fantasy Fiction Novels" por Locus Magazine (2012)[28]